# Xicoira espàrrec

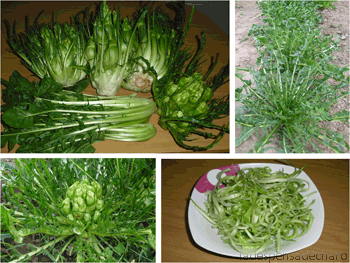
Imatges de puntarelle o Cicoria Catalogna

La xicoira espàrrec, Cicoria asparago, puntarelle, en alguns llocs d'Itàlia coneguda com a Cicoria Catalogna o simplement Catalogna, és una planta de xicoira que es cultiva habitualment a Itàlia sobretot a la zona del Lazio on s'aprecia el seu gust amargant.
Malgrat el seu nom, el seu conreu és desconegut a Catalunya.
La catalogna conté fòsfor, calci i vitamina A, a més té la propietat d'estimular les funcions digestives i diürètiques. Ja el metge Galè la indicava com dotada de propietats medicinals.

## Descripció
És una planta semblant a l'escarola però quan completa el seu desenvolupament se'n diferencia pel fet del centre de la tija en suren molts brots que recorden petits espàrrecs. N'hi ha dos tipus: un de més alt i erecte que essent més amargant es presta més a ser cuit i un altre de més baix amb brots que surten del centre i adequats per a ser menjats crus i que es coneixen com a puntarelle, difosos també en la gastronomia de la Campània i la gastronomia romana.

## Conreu
Es multiplica per llavors i és un conreu anual que no té necessitats especials.

## Usos

### Gastronomia
Les fulles són força amargants i els brots tenen una textura cruixent. S'aprofita tota la planta, les fulles es poden menjar crues, bullides o en truita però els brots (espàrrecs) són la part més apreciada i s'acostumen a servir principalment en amanida.